# アイスホッケー・ワールドカップ

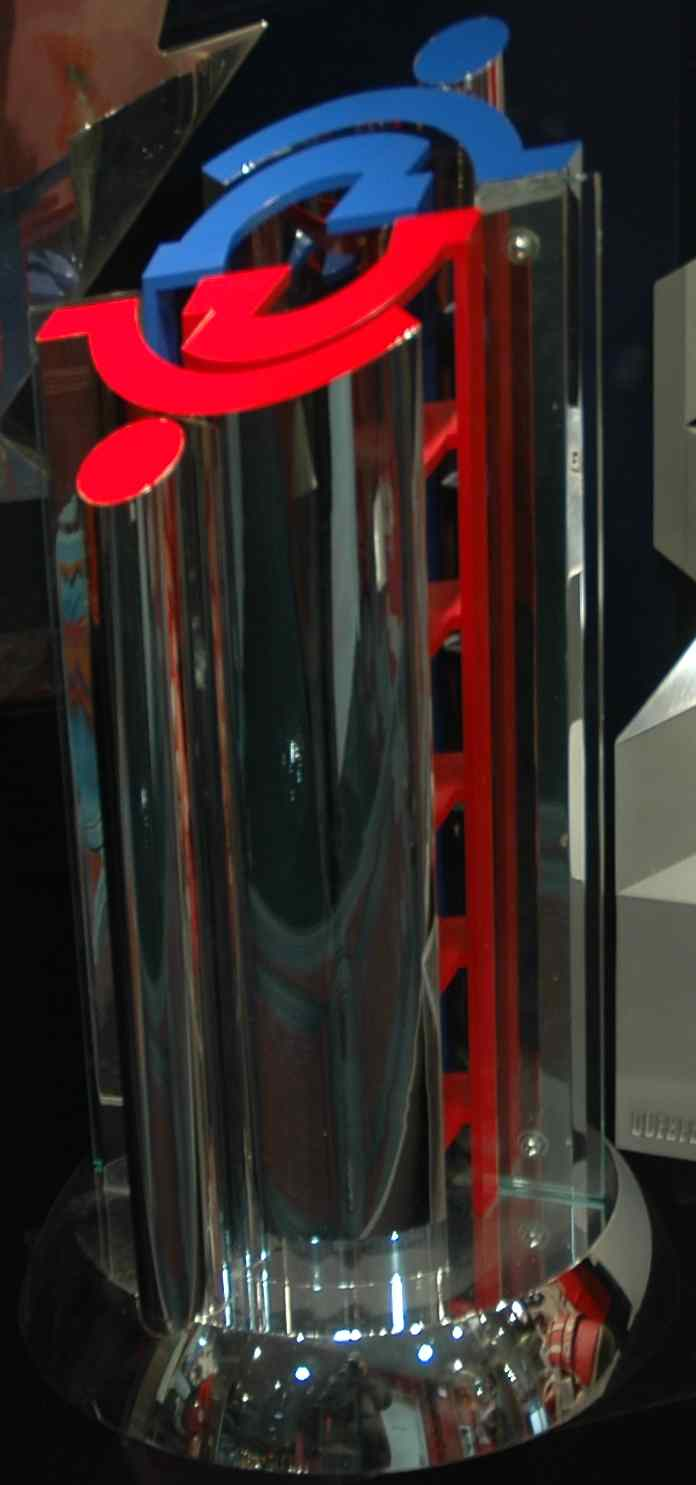
1996年のワールドカップトロフィー

ワールドカップ・オブ・ホッケー（World Cup of Hockey）はアイスホッケーの世界大会。毎年開催されているアイスホッケー世界選手権とは異なり国際アイスホッケー連盟ではなくNHLとNHL選手会が主催している大会である。従ってルールは国際ルールではなくNHLルールに従って行われる。また世界選手権がNHLのプレーオフシーズンに行われるのに対して、オフシーズンに行われNHLの全てのトップ選手が出場することが可能になっている。

## 歴史
前身は1972年のサミット・シリーズの4年後に初開催したカナダカップであり、カナダ、チェコスロバキア、スウェーデン、ソビエト連邦、アメリカ合衆国、フィンランド（1984年のみ出場）、西ドイツなどが参加していた。1987年の大会ではカナダがウェイン・グレツキー、マリオ・ルミューの活躍で2勝1敗（全ての試合のスコアが6-5、2試合は延長で決着がついた。）でソビエト連邦との対戦を下した。
ワールドカップに改称した後、1996年、2004年に開催され、2016年はカナダ・トロントで開催された。
2004年大会では建築家のフランク・ゲーリーのデザインした優勝トロフィーが使われるようになった。
NHLとNHL選手会は次回大会を2020年に開催すると発表した。2020年大会は欧州選手権も含む予定だったが、2019年1月にNHLとNHL選手会の間で包括交渉が成立せず、計画が中止された。2019年8月、包括交渉が成立した場合は2020年ではなく2021年2月に次回大会が開催予定となったが、その後撤回された。その後、リーグは次回大会を2024年に開催する意向を示した。

## 歴代成績
| 年   | 優勝           | 準優勝       | 準決勝敗退国            |
| ---- | -------------- | ------------ | ----------------------- |
| 1996 | アメリカ合衆国 | カナダ       | ロシア・ スウェーデン   |
| 2004 | カナダ         | フィンランド | チェコ・ アメリカ合衆国 |
| 2016 | カナダ         | 欧州連合     | ロシア・ スウェーデン   |